# يقنة
اليَقَنَة ويُسمى أيضاً طائر اليسوع أو باختصار طائر الجاكانا (الاسم العلمي: Jacanidae)، هي فصيلة من الطيور تتبع رتبة الإفجيجيات. وتضم ثمانية أنواع في ستة أجناس. وهي تتواجد في جميع المناطق الاستوائية في العالم. تتميز هذه الفصيلة بأرجلها النحيلة جداً والمخالب الصغيرة التي تُشبه أغصان الشجر الصغيرة وهي خفيفة جداً لدرجة أنها تُمكنّهم من السيّر فوق الغطاء النباتي العائم على البُحيرات دون أن تطفو بهم تلك النباتات. ويتغذون على الحشرات واللافقاريات الصغيرة والنباتات الطافية فوق المياه.

## الأنواع
- جنس (الاسم العلمي: Microparra)
  - يقنة صغيرة (Microparra capensis)
- جنس (الاسم العلمي: Actophilornis)
  - اليقنة الأفريقية (Actophilornis africanus)
  - يقنة مدغشقر (Actophilornis albinucha)
- جنس (الاسم العلمي: Irediparra)
  - يقنة أسترالية (Irediparra gallinacea)
- جنس (الاسم العلمي: Hydrophasianus)
  - يقنة تدرجية الذيل (Hydrophasianus chirurgus)
- جنس (الاسم العلمي: Metopidius)
  - يقنة برونزية الأجنحة (Metopidius indicus)
- جنس (الاسم العلمي: Jacana)
  - اليقنة الشمالية (Jacana spinosa)
  - يقنة ضافر (الاسم العلمي: Jacana jacana)